# 긴꼬리딱새
긴꼬리딱새(학명: Terpsiphone atrocaudata)는 참새목 긴꼬리딱새과 긴꼬리딱새속으로 분류되는 조류의 일종으로, 삼광조(三光鳥)라고도 한다.
제주도의 곶자왈이 긴꼬리딱새의 중요한 번식지다. 시즈오카현의 현조로 지정되어 있다.

## 분류
예전에는 까치딱새과로 분류했었다.
다음 3개 아종이 있다.

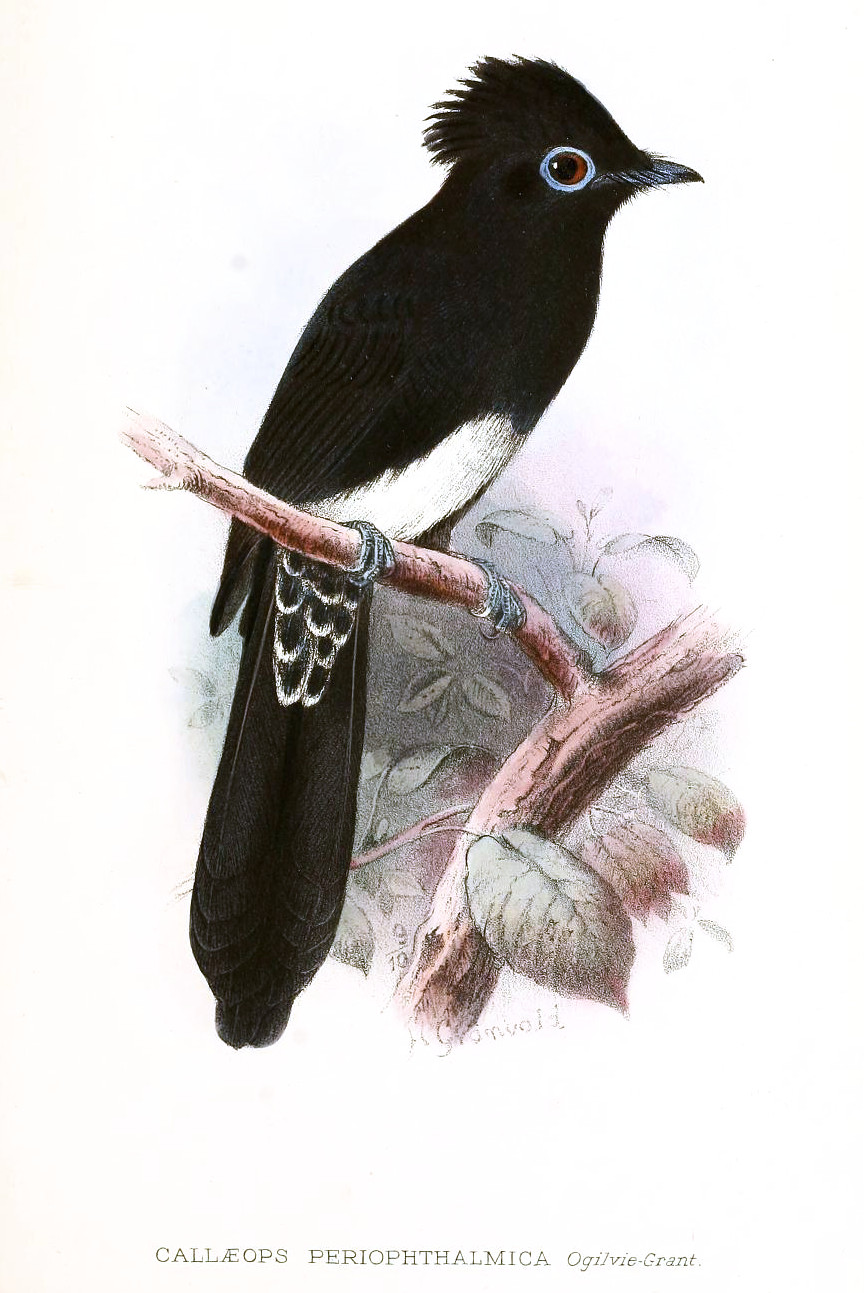
T. a. periophthalmica

- T. a. atrocaudata - (Eyton, 1839): 한반도 남부와 일본에서 여름철새로서 번식하고 동남아시아(필리핀 ~ 수마트라섬 일대)에서 겨울을 난다. 중국 동부, 대만, 홍콩, 베트남, 라오스, 태국, 싱가포르, 말레이시아 등지에서는 나그네새로 목격된다.
- T. a. illex - Bangs, 1901: 원래 별도의 종으로 기재되었으나 긴꼬리딱새의 아종으로 재분류되었다. 승명아종보다 작고 깃색이 더 어둡다. 류큐열도의 텃새다.
- T. a. periophthalmica - (Ogilvie-Grant, 1895): 원래 별도의 종으로 기재되었으나 긴꼬리딱새의 아종으로 재분류되었다. illex 아종과 비슷한데, 수컷의 어깨깃에 보라색이 감돌고 배 쪽이 회색에 가깝다. 대만 본섬 남동쪽으로 떨어져 있는 란위섬과 필리핀 북부 바탄섬에서 발견된다.

## 형태

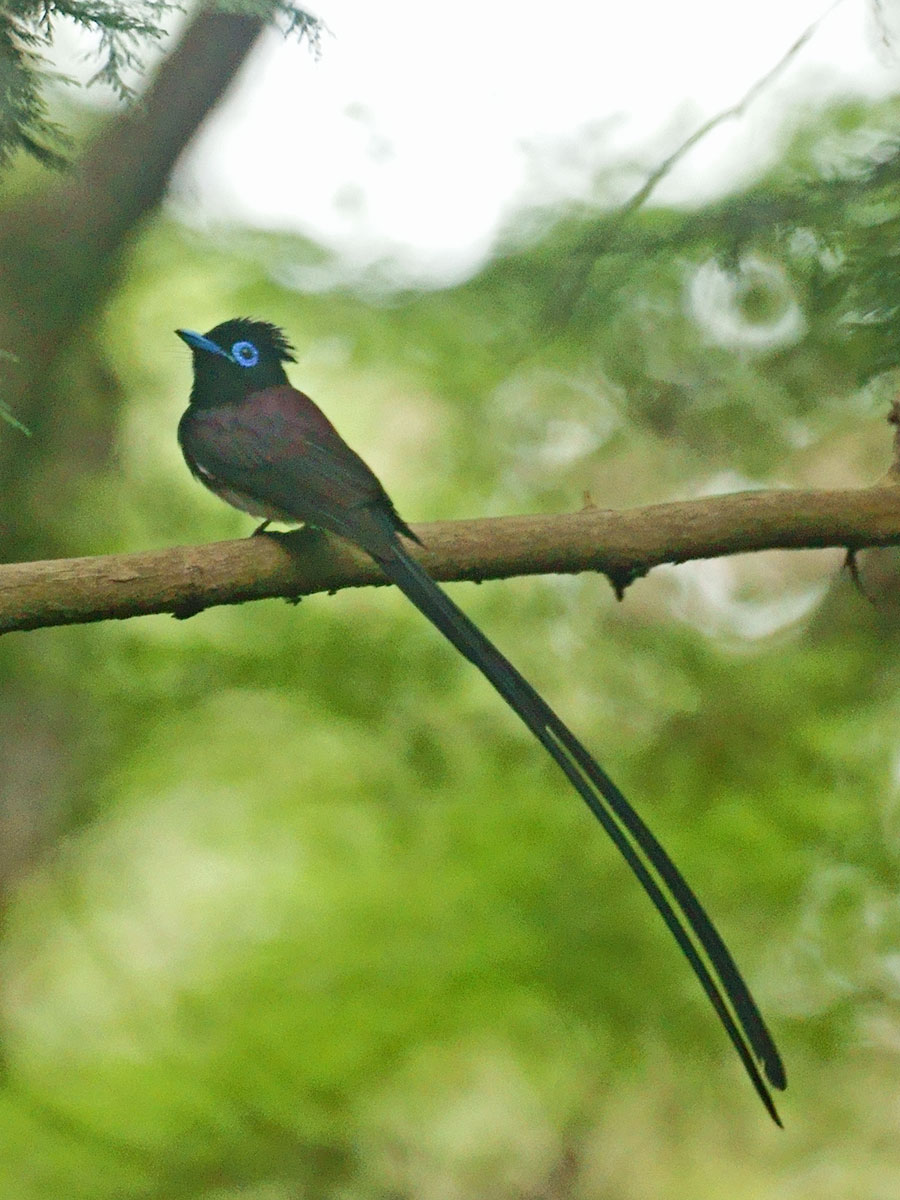
번식기의 수컷.

체장은 18 cm 정도인데, 수컷은 번식기에 체장의 3배에 달하는 긴 꼬리깃이 생겨서 전장이 45 cm에 이른다. 수컷의 깃색은 안면부가 흑자색, 복부는 탁백색, 등은 붉은끼 도는 흑자색, 나머지 부분은 암흑자색이고 눈테와 부리는 담청색이다. 암컷은 수컷과 거의 같은 색이지만 눈테와 부리의 색이 수컷보다 덜 분명하고, 등과 꼬리에 붉은 끼가 강하다. 암컷도 꼬리깃은 있지만 수컷만큼 장대하게 자라나지 않는다. 수컷의 꼬리깃도 번식기가 지나면 다시 암컷만큼 짧아진다.
울음소리가 “쯔끼-히-호시-호이-호이-호이”하는데, 이것이 일본어로는 “달-해-별(月日星)”과 같이 들리기에 일본어 향명으로 “삼광조(일본어: 三光鳥 산코쵸[*])”라 불린다. 한국어로는 이를 그대로 음독한 삼광조라 불리다 한국조류학회에서 긴꼬리딱새라는 국명을 지정하였다.

## 생태

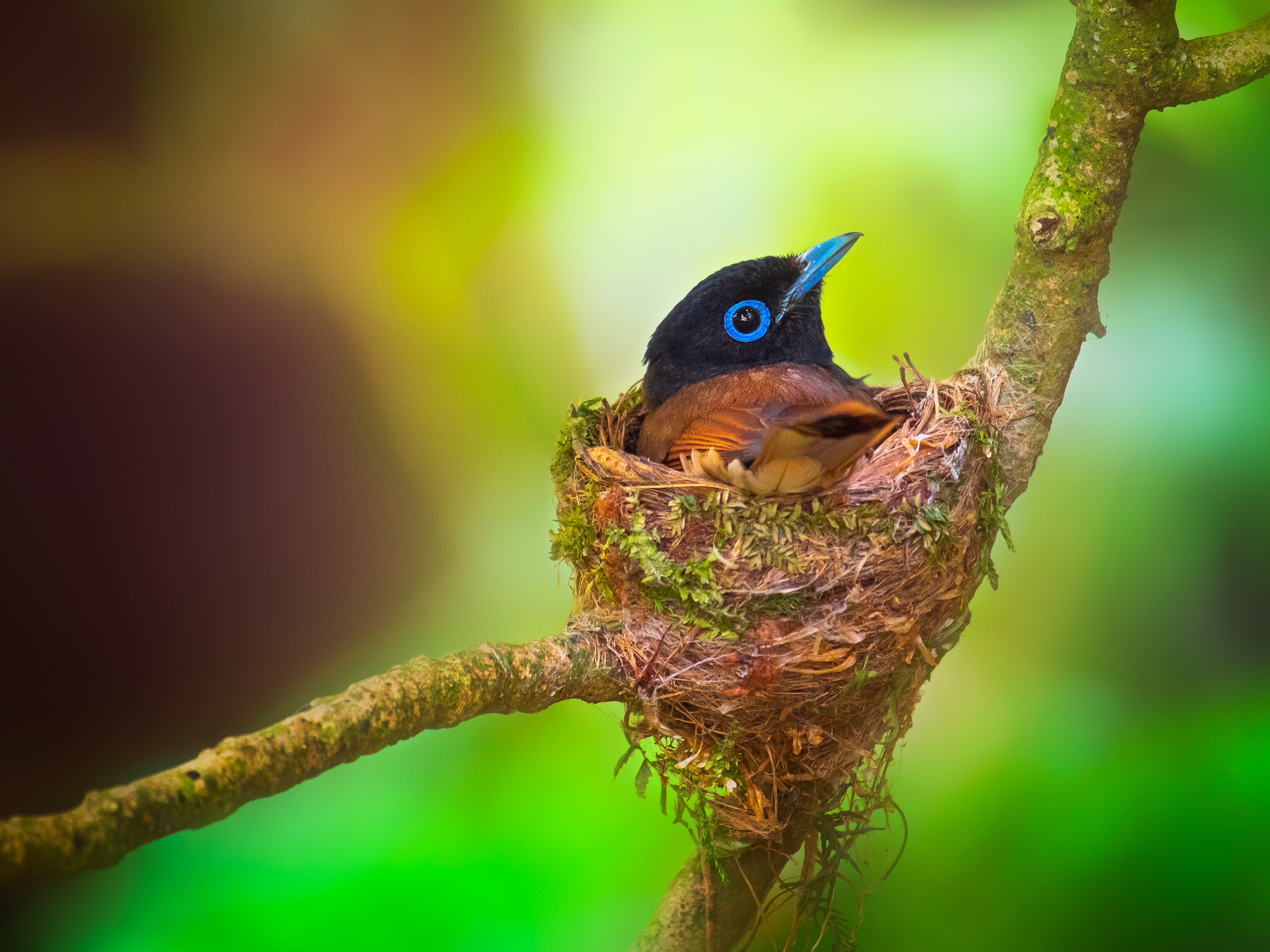
둥지에 틀어앉은 긴꼬리딱새 암컷.

평지에서 산기슭에 걸친 어두운 숲에 서식한다. 번식기에는 텃세권을 형성한다. 식성은 충식성으로, 숲 속에서 날아다니는 곤충을 낚아채 포식한다.
나무 위 잔가지에 나무껍질을 이용한 컵 모양 둥지를 만들고, 둥지 바깥쪽에 매화나무지의와 거미줄을 접착제 삼아 붙여 고정한다. 둥지 안에 들어가 뱅글뱅글 돌면서 몸에 꼭 맞는 밥공기꼴 둥지를 만들어낸다. 산란기는 5-7월로, 승명아종은 이 시기에 일본과 제주도에 날아와 번식한다. 포란 일수는 12-14일이고 암수 모두 포란한다. 새끼는 부화 이후 8-12일만에 이소한다.